# 加藤昭夫
加藤 昭夫（かとう あきお、1934年1月1日 - 2020年6月3日）は、日本の化学者。無機材料化学専攻。九州大学名誉教授。日本セラミックス協会会長や、人工結晶工学会会長を務めた。

## 人物・経歴
山口県出身。1956年九州大学工学部応用化学科卒業。
1962年、工学博士（九州大学）の学位を取得。同年九州大学助教授。1972年九州大学教授。1979年窯業協会学術賞受賞。1980年名古屋大学教授併任。1984年粉体粉末冶金協会研究功績賞受賞。1987年電気化学協会九州支部長。1988年粉体粉末冶金協会理事。1994年人工結晶工学会会長。1995年日本セラミックス協会会長、日本化学会九州支部長。
1997年九州大学名誉教授、崇城大学工学部応用化学科教授、九州ファインセラミックス・テクノフォーラム会長。2013年瑞宝中綬章受章。
2020年6月3日午前1時34分、肺炎のため福岡市南区の病院で死去。